# Rare (álbum de Asia)
Rare es el séptimo álbum de estudio de la banda británica de rock progresivo Asia y fue publicado en 1999.
Rare es un álbum instrumental, en el cual solo participaron en su grabación Geoff Downes en los teclados y John Payne en la guitarra y el bajo. Los temas 1 al 16 fueron grabados en 1997 para el documental «Salmon - Against the Tides» (en español «Salmón - Contra las olas») y los temas 17 al 22 fueron grabados para un videojuego de Sega, que por cierto, nunca fue lanzado al mercado.
Como dato curioso, Rare fue el primer álbum de estudio de la banda que no fue titulado con una palabra que empiece y termine con la letra A.

## Lista de canciones
| Side one |                         |          |  |
| N.º      | Título                  | Duración |  |
| 1.       | «The Waterfall»         | 0:56     |  |
| 2.       | «The Journey Begins»    | 1:43     |  |
| 3.       | «The Seasons»           | 2:12     |  |
| 4.       | «The Gods»              | 1:28     |  |
| 5.       | «The Whales»            | 2:16     |  |
| 6.       | «The Journey Continues» | 1:21     |  |
| 7.       | «The Reservation»       | 2:58     |  |
| 8.       | «The Bears»             | 2:13     |  |
| 9.       | «Under the Seas»        | 1:54     |  |
| 10.      | «At the Graveyard»      | 1:14     |  |
| 11.      | «Downstream»            | 2:17     |  |
| 12.      | «The Ghosts»            | 2:56     |  |
| 13.      | «The Sun»               | 0:34     |  |
| 14.      | «The Moon»              | 1:08     |  |
| 15.      | «The Sharks»            | 2:34     |  |
| 16.      | «The Journey Ends»      | 0:33     |  |
| 17.      | «The Indians»           | 2:55     |  |
| 18.      | «The Angels»            | 2:52     |  |
| 19.      | «The Horizons»          | 3:13     |  |
| 20.      | «To the Deep»           | 3:27     |  |
| 21.      | «The Game»              | 3:52     |  |
| 22.      | «The Exodus»            | 4:25     |  |

## Formación
- Geoff Downes — teclados
- John Payne — guitarra y bajo